# Na Hora do Buteco
Na Hora do Buteco é um álbum de estúdio da dupla sertaneja Edson & Hudson, lançado em 2013 pela Radar Records. Trazendo canções que marcaram época na música sertaneja como "Fio de Cabelo" (Chitãozinho & Xororó), "Entre Tapas e Beijos" (Leandro & Leonardo) e "Só Liguei Pra Dizer Que Te Amo" (Alan & Aladim). Incluindo duas músicas que não são sertanejas, "Fogo e Paixão" (Wando) e "O Fruto do Nosso Amor" (Amado Batista). Além de três músicas inéditas que são "Sofrer Felicidade", "Dez Corações", "Demorô! Demorô!". Trazendo também a participação da dupla Léo Canhoto & Robertinho na música "O Último Julgamento".

## Faixas
1. Boate Azul
2. Entre Tapas e Beijos
3. Só Liguei Pra Dizer Que Te Amo
4. Sofrer Felicidade
5. Confidências
6. Talismã
7. Dez Corações
8. Solidão
9. Brincar de Ser Feliz
10. Demorô! Demorô!
11. Fio de Cabelo
12. O Fruto do Nosso Amor (Amor Perfeito)
13. Chalana
14. Vida e Saudade
15. Terra Tombada
16. Fogo e Paixão
17. Dois Passarinhos
18. Não Desligue o Rádio
19. O Último Julgamento (Part. Léo Canhoto & Robertinho)